# Roland MT-32

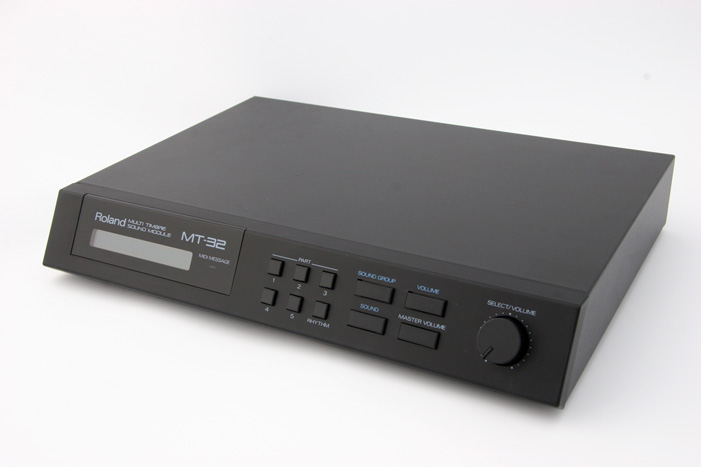
Visuale anteriore di un MT-32

Il Roland MT-32 è un sintetizzatore MIDI multitimbrico di tipo expander prodotto da Roland Corporation a partire dal 1987.

## Caratteristiche
Come il Roland D-50, l'MT-32 è basato su una implementazione della sintesi sottrattiva e di campionamenti digitali denominata da Roland Linear Arithmetic synthesis. La versione originale dell'MT-32 è dotata di una libreria contenente 128 suoni predefiniti e di 30 percussioni, riproducibili attraverso 8 canali melodici MIDI e uno dedicato alle percussioni; è disponibilie anche un effetto riverbero digitale. È possibile realizzare suoni personalizzati combinando fino a 4 parziali su 32 disponibili.
Sono stati realizzati due modelli di MT-32: la differenza principale è la presenza di un connettore jack per cuffie nel secondo modello.

## Utilizzo nei videogiochi
L'MT-32 venne sviluppato da Roland come prodotto per l'utilizzo professionale, da affiancare ad altre strumentazioni MIDI; tuttavia durante la metà degli anni ottanta venne adottato come standard dai produttori di videogiochi per personal computer. Sierra Entertainment (allora chiamata Sierra On-Line) si assicurò i diritti per la distribuzione dell'MT-32 negli Stati Uniti, e ingaggiò alcuni compositori professionisti per scrivere le musiche dei loro titoli. Il primo gioco che sfruttava l'MT-32 fu King's Quest IV. Nonostante l'alto prezzo al quale veniva venduto l'hardware (l'MT-32 e l'interfaccia MPU-401 per la connessione ai PC costava 550$), anche altri produttori di videogiochi come Origin Systems e LucasArts decisero di seguire l'esempio di Sierra, aggiungendo il supporto del sintetizzatore ai propri titoli. Durante i primi anni novanta, con la diffusione dello standard General MIDI e delle schede audio dotate di tecnologia wavetable, oltre che con l'introduzione dei CD-ROM dotati di tracce audio, il supporto all'MT-32 venne abbandonato.